# Horní Pochlovice
Horní Pochlovice jsou vesnice, část obce Kaceřov v okrese Sokolov v Karlovarském kraji. Nachází se asi 1,5 kilometru jihovýchodně od Kaceřova. Prochází zde silnice II/212. Je zde evidováno 54 adres. V roce 2011 zde trvale žilo 175 obyvatel.
Horní Pochlovice jsou také název katastrálního území o rozloze 0,11 km².

## Historie
První písemná zmínka o vesnici pochází z roku 1370.
Dlouho neměla svůj název pouze pomístní jméno Mýtina (německy Hau). V 18. století patřila vesnice po dobu asi 40 let Perglerům Perglasu (Perglas, původní název zaniklé vesnice Chlumek), kteří drželi panství Kaceřov. Později byla součástí Pochlovic a běžně se označovala jako Kolonie, tedy zástavba pro pracovníky dolů. Teprve na mapách z padesátých let 20. století se poprvé objevuje název Horní Pochlovice.

## Přírodní poměry
Vesnice se rozkládá na rozhraní dvou geomorfologických celků Sokolovské a Chebské pánve. Značná část území je postižena bývalou těžbou hnědého uhlí kynšperským uhelným těžařstvem. Stávající objekty však nevykazují změny, vyvolané poddolováním.
Západně od zástavby protéká Libocký potok.

## Obyvatelstvo
| Rok                                                                                               | 1869 | 1880 | 1890 | 1900 | 1910 | 1921 | 1930 | 1950 | 1961 | 1970 | 1980 | 1991 | 2001 | 2011 | 2021 |
| ------------------------------------------------------------------------------------------------- | ---- | ---- | ---- | ---- | ---- | ---- | ---- | ---- | ---- | ---- | ---- | ---- | ---- | ---- | ---- |
| Počet obyvatel                                                                                    | .    | .    | .    | .    | .    | .    | .    | .    | 293  | 223  | 190  | 168  | 193  | 175  | 151  |
| Počet domů                                                                                        | .    | .    | .    | .    | .    | .    | .    | .    | .    | 43   | 48   | 50   | 52   | 52   | 55   |
| Počet obyvatel a domů v letech 1869–1950 je zahrnut v počtu obyvatel a domů v Dolních Pochloviích |      |      |      |      |      |      |      |      |      |      |      |      |      |      |      |

## Obecní správa
Při sčítání lidu v letech 1850–1960 Horní Pochlovice byly součástí Dolních Pochlovic v okrese Sokolov (v letech 1850–1910 Falknov a v letech 1921–1930 Falknov nad Ohří). Od 1. července 1960 jsou částí obce Kaceřov v okrese Sokolov.